# Jo Ann Harris
Jo Ann Harris (născută Jo Ann Marcovitch; n. 27 mai 1949, Los Angeles, California, SUA) este o actriță americană. Aceasta este cunoscută pentru numeroasele sale roluri de film și televiziune. În 1971, Harris a apărut alături de Clint Eastwood în lungmetrajul Seducătorul⁠(d). A avut roluri în filme precum Maryjane⁠(d) (1968), The Gay Deceivers⁠(d) (1969), The Sporting Club⁠(d) (1971), The Parallax View⁠(d) (1974), Act of Vengeance⁠(d) (1974), Cruise into Terror (1978) și Deadly Games⁠(d) (1982).

## Cariera
Primul său rol de actorie a fost în serialul dramatic Run for Your Life⁠(d) (cu Ben Gazzara în rolul principal) la vârsta de 18 ani. Aceasta a mai apărut în seriale de televiziune precum Adam-12, Gunsmoke, The High Chaparral, The Virginian⁠(d), Medical Center⁠(d), Walt Disney's Wonderful World of Color⁠(d), The Mod Squad, The F.B.I.⁠(d), Barnaby Jones, Hawaii Five-O⁠(d), Nakia⁠(d), The Streets of San Francisco, The Love Boat, Fantasy Island, Vegas⁠(d), B. J. and the Bear, Rich Man, Poor Man⁠(d), Laverne & Shirley și State of the Union. 
A avut un rol principal în serialul Most Wanted⁠(d) din 1977.
Harris a avut roluri de voce în serialul animat Goober and the Ghost Chasers⁠(d) (1973), filmul Oliver și prietenii (1988) și a interpretat diverse personaje în serialul Familia Simpson.
A fost invitată de opt ori în cadrul talk-show-ului State of the Union⁠(d) în perioada 2008-2010.

## Viața personală
A fost căsătorită cu scriitorul și producătorul Jerry Belson⁠(d). Cei doi au avut doi copii - Julie și Willi. Benson a încetat din viață în 2006.

## Filmografie
| An        | Titlu                              | Rol                                      | Note                        |
| --------- | ---------------------------------- | ---------------------------------------- | --------------------------- |
| 1967      | The Second Hundred Years           | Mod Girl                                 | Serial de televiziune       |
| 1968      | Run for Your Life                  | Girl                                     | Serial de televiziune       |
| 1968      | Dragnet 1968                       | Jo-Elle Murphy                           | Serial de televiziune       |
| 1968      | Maryjane                           | Jo Ann                                   |                             |
| 1968      | Judd for the Defense               | Ginny Baker                              | Serial de televiziune       |
| 1969      | The Gay Deceivers                  | Leslie Devlin                            |                             |
| 1969      | Gunsmoke                           | Ellie Wylie                              | Serial de televiziune       |
| 1969      | Adam-12                            | Susann Baker                             | Serial de televiziune       |
| 1969      | The High Chaparral                 | Annie Croswell                           | Serial de televiziune       |
| 1969–1972 | The Mod Squad                      | Sue Fielding / Sally                     | Serial de televiziune       |
| 1970–1971 | The Virginian                      | Amanda Benson / Mary Ann Travers         | Serial de televiziune       |
| 1970–1972 | Medical Center                     | Dana / Ellen Farley                      | Serial de televiziune       |
| 1971      | The Sporting Club                  | Lu                                       |                             |
| 1971      | The Smith Family                   | Lynn Mitchell                            | Serial de televiziune       |
| 1971      | Cat Ballou                         | Cat Ballou                               |                             |
| 1971      | Teenage Tease                      |                                          |                             |
| 1971      | The Beguiled                       | Carol                                    |                             |
| 1972      | Michael O'Hara the Fourth          | Mike' O'Hara IV                          | Film de televiziune         |
| 1972      | Disney-Land                        | Mike' O'Hara IV                          | Serial de televiziune       |
| 1972      | The Bold Ones: The New Doctors     | Danielle Tate                            | Serial de televiziune       |
| 1972      | Banyon                             | Sally Overman                            | Serial de televiziune       |
| 1972-1973 | The Streets of San Francisco       | Connie / Lita Brewer                     | Serial de televiziune       |
| 1973      | Goober and the Ghost Chasers       | Tina                                     | Serial de televiziune, voce |
| 1973      | The F.B.I                          | Tish Laramie                             | Serial de televiziune       |
| 1974      | The Parallax View                  | Chrissy – Frady's Girl                   |                             |
| 1974      | Act of Vengeance                   | Linda                                    |                             |
| 1974      | Nakia                              | Kitty                                    | Serial de televiziune       |
| 1974-1978 | Barnaby Jones                      | Ellie Beck / Lisa Murphy / Lorna Pearson | Serial de televiziune       |
| 1975      | Hawaii Five-O                      | Laurie                                   | Serial de televiziune       |
| 1975      | The Manhunter                      | Sandy                                    | Serial de televiziune       |
| 1975      | Movin' On                          | Sandy                                    | Serial de televiziune       |
| 1975      | Kate McShane                       |                                          | Serial de televiziune       |
| 1975      | Rich Man, Poor Man                 | Gloria Bartley                           | Serial de televiziune       |
| 1976      | Bert D'Angelo/Superstar            | Amy                                      | Serial de televiziune       |
| 1976–1977 | Most Wanted                        | Officer Kate Manners                     | Serial de televiziune       |
| 1977      | Fred Flintstone and Friends        | Tina                                     | Serial de televiziune, voce |
| 1977      | Love Boat                          | Connie Evans                             | Serial de televiziune       |
| 1977      | Anna Karenina                      | Susan Cord                               | Serial de televiziune       |
| 1978      | Cruise Into Terror                 | Judy Haines                              | Film de televiziune         |
| 1978      | Fantasy Island                     | Andrea Chambers                          | Serial de televiziune       |
| 1979      | Vegas                              | Christy                                  | Serial de televiziune       |
| 1979      | The Wild Wild West Revisited       | Carmelita                                | Film de televiziune         |
| 1979      | Detective School                   | Teresa Cleary                            | Serial de televiziune       |
| 1979      | Beyond Death's Door                | Laurie                                   |                             |
| 1979      | B.J. and the Bear                  | Barbara Sue                              | Serial de televiziune       |
| 1979      | A Man Called Sloane                | Johanna                                  | Serial de televiziune       |
| 1980      | M Station: Hawaii                  | Karen Holt                               | Film de televiziune         |
| 1980      | Xanadu                             | 40's Singer #1                           |                             |
| 1981      | American Dream                     | Myra                                     | Serial de televiziune       |
| 1982      | Deadly Games                       | Clarissa Jane Louise 'Keegan' Lawrence   |                             |
| 1983      | Laverne & Shirley                  | Jane                                     |                             |
| 1984      | The Duck Factory                   | Wendy Wooster                            | Serial de televiziune       |
| 1988      | Oliver & Company                   | Diverse voci                             | voce                        |
| 1989–1992 | The Simpsons                       | Diverse personaje                        | Serial de televiziune, voce |
| 1991      | Caged Fear                         | Big as a House #1                        |                             |
| 1995      | What-a-Mess                        | Felicia                                  | Serial de televiziune, voce |
| 1997–1999 | Tracey Takes On...                 | Fawn Loving                              | Serial de televiziune       |
| 2008–2010 | Tracey Ullman's State of the Union | Candy Cantwell / Terri / Interviewer     | Serial de televiziune       |